# Diocèse arménien de France
Le diocèse arménien de France (arménien : Ֆրանսահայոց Թեմ) est un diocèse de l'Église apostolique arménienne supervisant les paroisses de la diaspora arménienne en France. Entre la formation de la communauté arménienne de France dans les années 1920 et la fondation du diocèse en 2006, cette communauté n’avait pas d’organisation diocésaine propre, mais un statut provisoire dépendant du légat du catholicos, installé à Paris.
Le diocèse est dirigé par l'archimandrite Krikor Khachatryan depuis février 2022.

## Historique

### Premières organisations européennes auXIXesiècle
En Europe, la première organisation officielle de l'Église apostolique arménienne est fondée en 1898 par le catholicos Mkrtich Khrimian sous la forme d'une entité territoriale religieuse englobant tout le continent basée à Manchester et confiée à Kévork Utudjian (1851-1919) qui porte le titre de prélat d'Europe.
La première église arménienne de France est consacrée à Marseille le 8 janvier 1882.

### Dans l'Entre-deux-guerres
Plus tard, en 1925, le catholicos Georges V Soureniants fonde la Légation catholicossale d'Europe de l'ouest et nomme par bulle pontificale no 79 (20 février 1925) Krikor Balakian à sa tête, au poste de Délégué apostolique des Arméniens d’Europe et représentant du Saint-Siège d'Etchmiadzin. Il a pour mission d'organiser les différentes communautés arméniennes éparpillées en Europe après le génocide arménien. Fin 1926, une assemblée générale de délégués venus de onze régions différentes (à l'exception de Manchester qui craint de perdre sa primauté) se réunit à Paris pour préparer un cadre commun d’organisation. L'assemblée vote un statut général et nomme un Conseil central, mais cet embryon d'organisation reste lettre morte du fait de conflits de personnes et d'intérêts qui amènent Krikor Balakian à se retirer.
Le 14 novembre 1927 est fondée l'Association cultuelle de l'Église apostolique arménienne de Paris et de la Région parisienne afin d'administrer les services et les biens de l’Église. Elle regroupe progressivement les paroisses de Paris, d'Alfortville, d'Arnouville et d'Issy-les-Moulineaux. Le Conseil de l'église de Paris est dirigé par un évêque nommé par le Saint-Siège.
Le 30 mai 1936, le catholicos Khorène Mouradbekian fonde le diocèse du Midi de la France par la bulle pontificale no 725, à la tête duquel il nomme Karékine Khatchadourian en tant que délégué apostolique. Cependant, des difficultés aggravées par la Seconde Guerre mondiale font tomber l'appellation de diocèse en désuétude.
Ainsi, les Arméniens de France n'ont pas importé dans leur pays d'accueil leur organisation religieuse traditionnelle. Dans l'Entre-deux-guerres, cette absence de véritable organisation diocésaine semble être le résultat de l'hostilité de la Fédération révolutionnaire arménienne à l'influence de l’Église au sein de la diaspora.

### Les prémices d'un diocèse unifié
À partir de 1979, le catholicos Vazguen Ier envisage la création d'un diocèse pour la France. Le 8 juin 1984, il se rend à Paris, où il rencontre les évêques des trois diocèses de Paris, Lyon et Marseille, ainsi que les représentants laïques des différentes paroisses. Il leur exprime alors son souhait qu'ils rédigent de nouveaux statuts dans chacun des diocèses, mais de façon homogène. Il demande de plus la création d'une « Organisation diocésaine de l’Église apostolique Arménienne de France » pour regrouper et représenter l’ensemble des Arméniens vivant dans ce pays, les formalités concernant la rédaction des nouveaux statuts ayant été laissées aux soins des représentants des trois diocèses.
Dans sa bulle pontificale no 1271 datée du 5 juillet 1984, le catholicos Vazguen Ier nomme provisoirement Kude Nacachian à la prélature de Paris, le chargeant de mettre en place dans l'année des statuts diocésains pour la France avec les régions de Lyon et de Marseille et que soit constitué un Conseil diocésain national chargé d'élire le Primat du Diocèse de France. Les avant-projets desdits statuts (1985, 1987, 1988) n'ont qu'un impact limité, de même que l'assemblée générale des paroisses de France (7 février 1997) sous la présidence du catholicos Garéguine Ier Sarkissian. Dans la lignée de son prédécesseur, Garéguine Ier fait publier un projet de statuts canoniques de l’Église apostolique arménienne du Saint-Siège d’Etchmiadzin (26 février 1999). La lenteur du processus s'explique par le tremblement de terre de 1988, la mort de Vazguen Ier en 1994, puis celle de son successeur Karekin Ier quatre ans plus tard.

### La fondation du Diocèse arménien de France

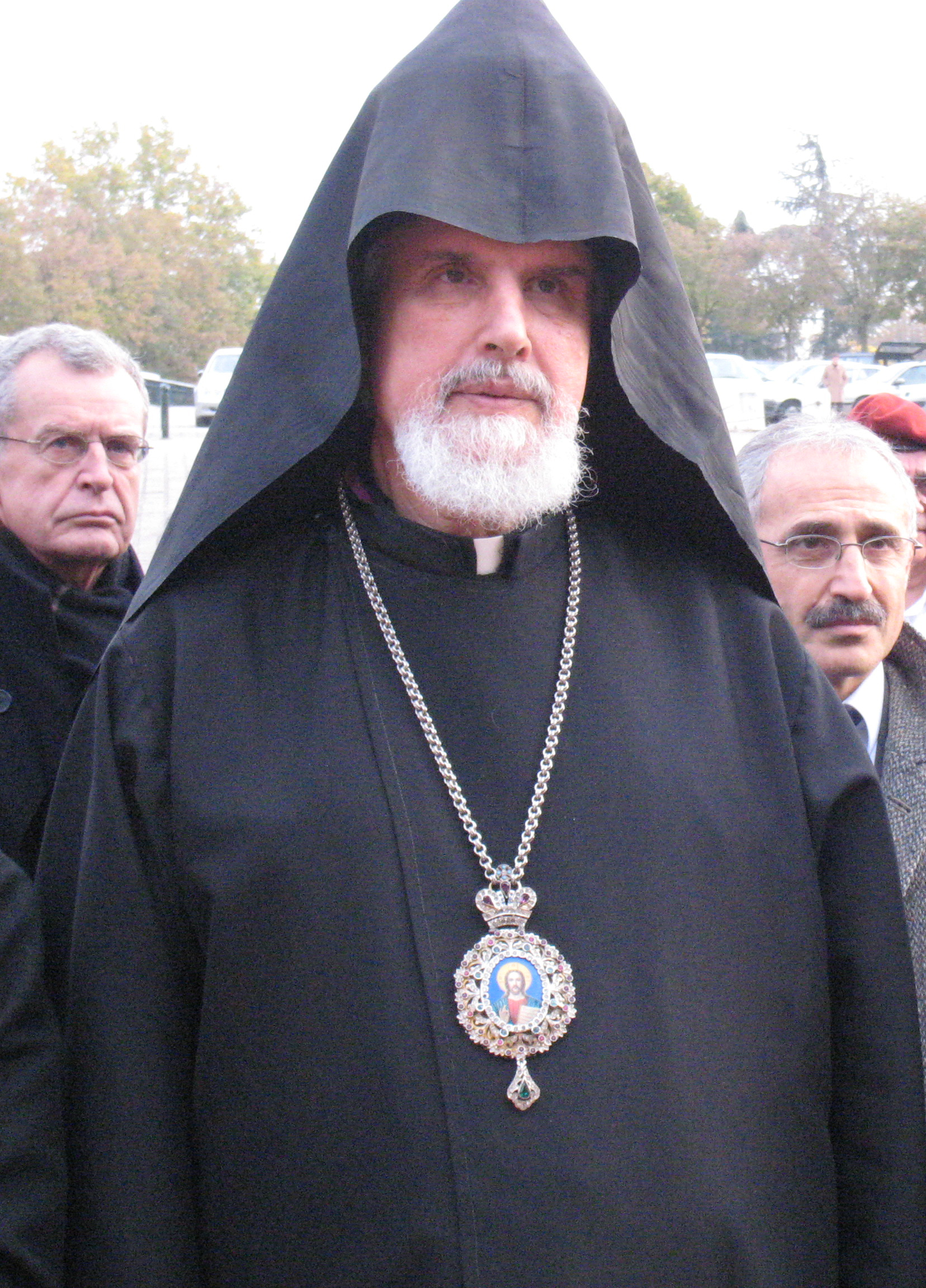
Norvan Zakarian en 2007, année de son élection.

Il faut attendre 2003 pour que le catholicos Garéguine II Nersissian relance la procédure. Elle commence par l’harmonisation des statuts des dix-huit communautés arméniennes de France. En effet, le catholicos lance une nouvelle étude de statuts diocésains entre le 3 novembre 2003 et le 31 mars 2004, placée sous la présidence de Norvan Zakarian, évêque de Lyon. Cette étude aboutit à des statuts approuvés par le Saint-Siège en septembre 2005, acceptés et signés dans le mois suivant par les 18 associations cultuelles de l’Église apostoliques arménienne de France. En novembre, le catholicos demande l'élection de délégués diocésains par les paroisses et l'uniformisation de leurs statuts. Le 10 juillet 2006, 17 associations sur 18 (c’est-à-dire toutes sauf Paris) nomment trois délégués (R. G. Tcherpachian, J. Panossian et K. Torossian) pour procéder à la déclaration de constitution de l’Association diocésaine à la Préfecture de police de Paris et à l’enregistrement de ses statuts le 19 juillet 2006.
Le 10 décembre 2006, le catholicos Garéguine II Nersissian proclame à Paris par bulle pontificale (bulle no 373 du 26 octobre 2006) la création du diocèse de l'Église apostolique arménienne de France, ayant pour siège la cathédrale arménienne Saint-Jean-Baptiste de Paris. La bulle est ensuite lue à Marseille le 17 décembre et à Lyon le 24 décembre. De ce fait, le diocèse devient indépendant de la Délégation apostolique de l'Europe occidentale. Conformément aux statuts, deux vicariats, l'un pour le Sud de la France, l'autre pour la région Rhône-Alpes, et 24 communautés ecclésiales, sont placés dans sa juridiction.
Le 22 juin 2007, l'assemblée diocésaine rassemblée dans la salle de la cathédrale Saint Jean-Baptiste, élit à cette fonction l'évêque Norvan Zakarian, qui exerçait jusqu'à cette date son ministère à Lyon. Une liste de trois candidats (l'évêque Nareg Chakarian, l'évêque Norvan Zakarian et l'archimandrite Gomidas Hovnanian) avait reçu la bénédiction de Karékine II, patriarche suprême et catholicos de tous les Arméniens.

## Églises dépendant du diocèse[7]

### Région parisienne
- Cathédrale Saint-Jean-Baptiste de Paris (consacrée en 1904)
- Église Sainte-Marie-Mère-de-Dieu d'Issy-les-Moulineaux (consacrée en 1975)
- Église Sainte-Croix de Varak d'Arnouville (consacrée en 1932)
- Église Saint-Grégoire-l'Illuminateur de Chaville (consacrée en 1934)
- Église Saint Paul et Saint Pierre d'Alfortville (consacrée en 1930)

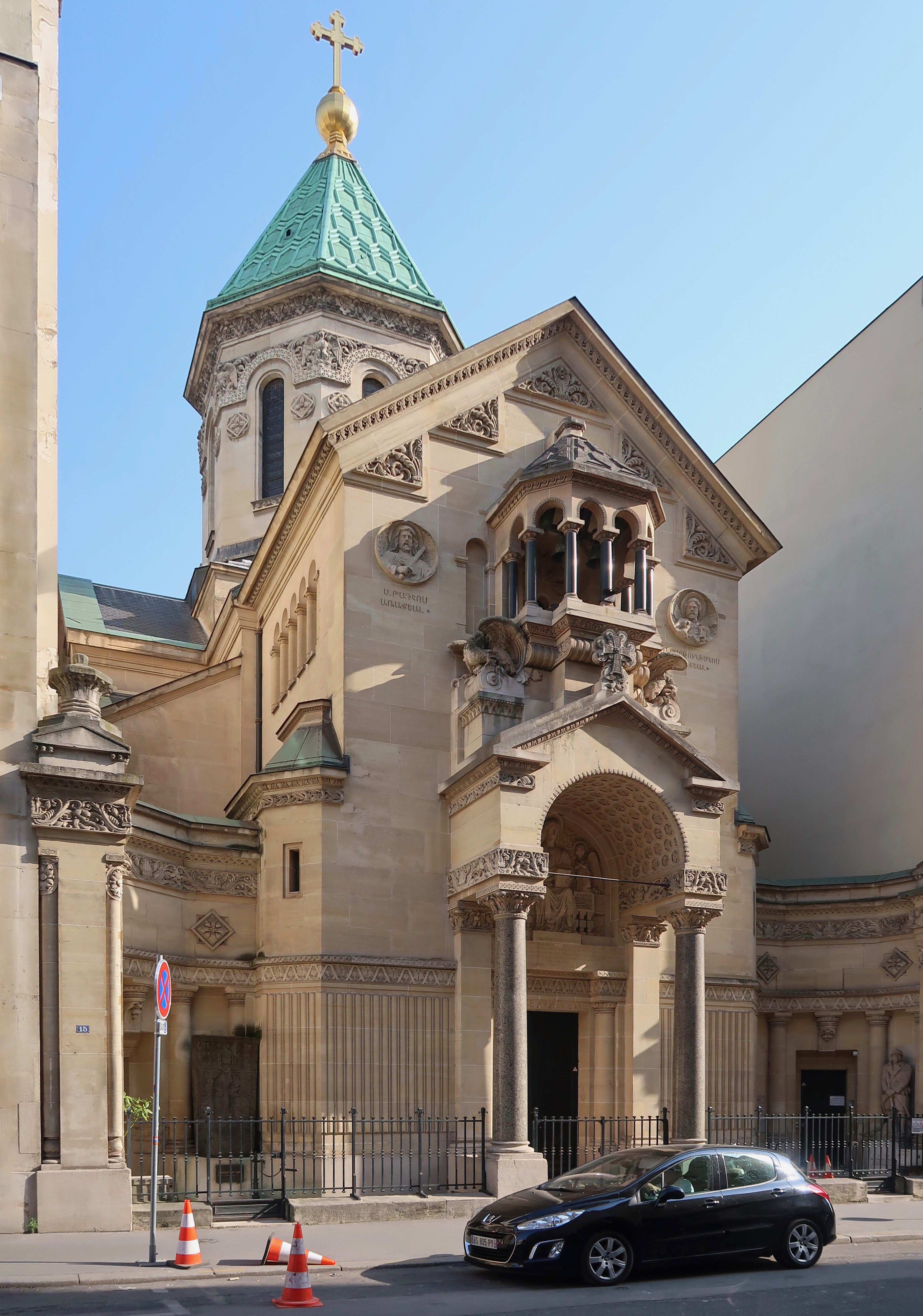
La Cathédrale arménienne Saint-Jean-Baptiste de Paris.
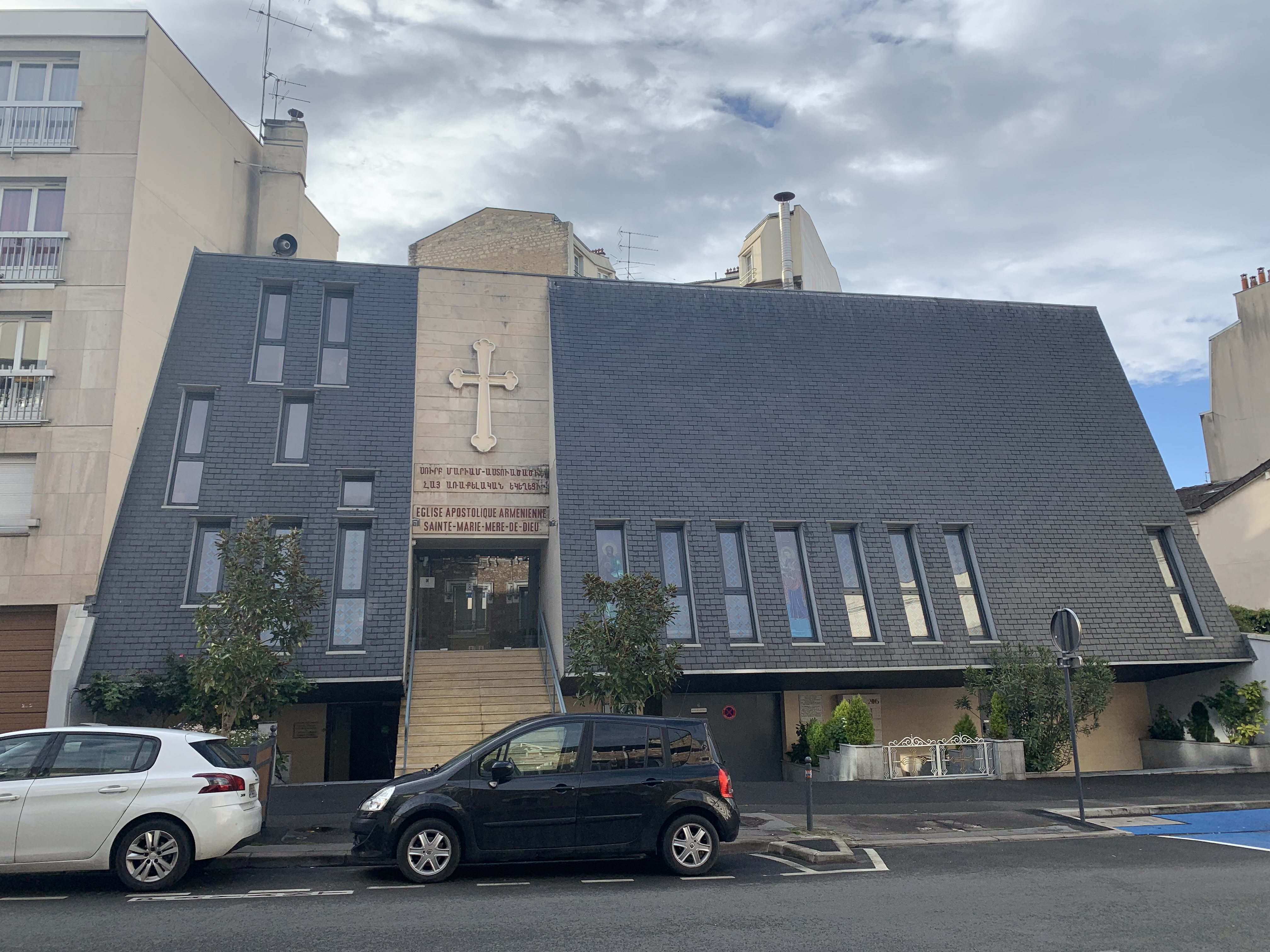
L'église apostolique arménienne Sainte-Marie-Mère-de-Dieu.

### Région Auvergne-Rhône-Alpes
- Église Saint-Jacques de Lyon (consacrée en 1963)
- Église Sainte Marie de Décines-Charpieu (consacrée en 1932)
- Église Saint-Grégoire-l'Illuminateur de Saint-Étienne (consacrée en 1984)
- Église Saint-Nichan de Charvieu-Chavagneux (consacrée en 1982)
- Église Saint Nicolas de Romans-sur-Isère (récupérée par l'Église arménienne en 1988)
- Église Saint Sahag de Valence (consacrée en 1992)

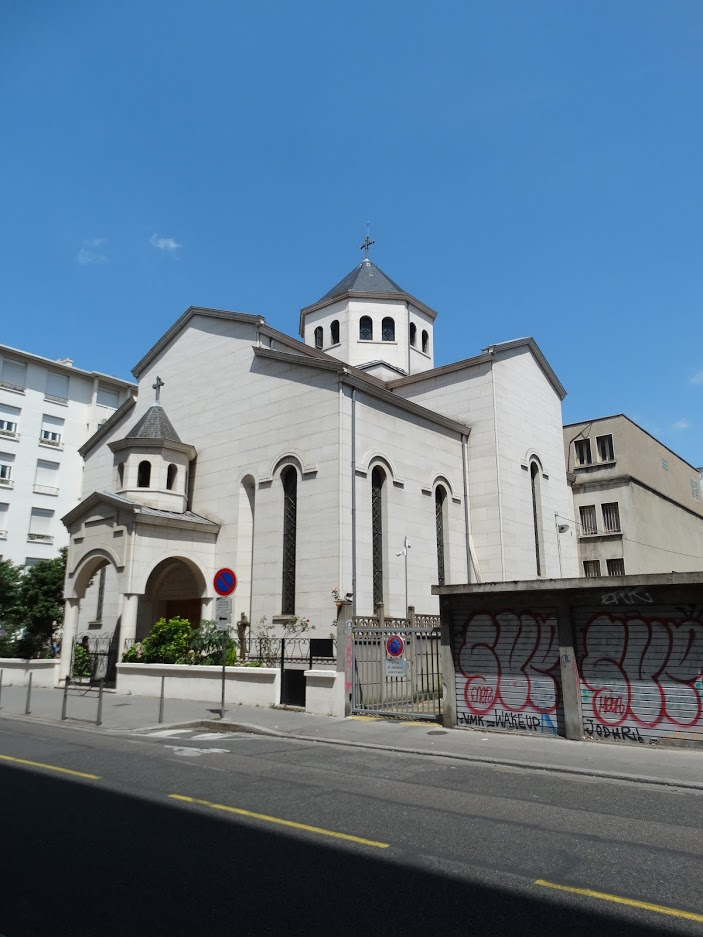
L'église arménienne Saint-Jacques de Lyon.
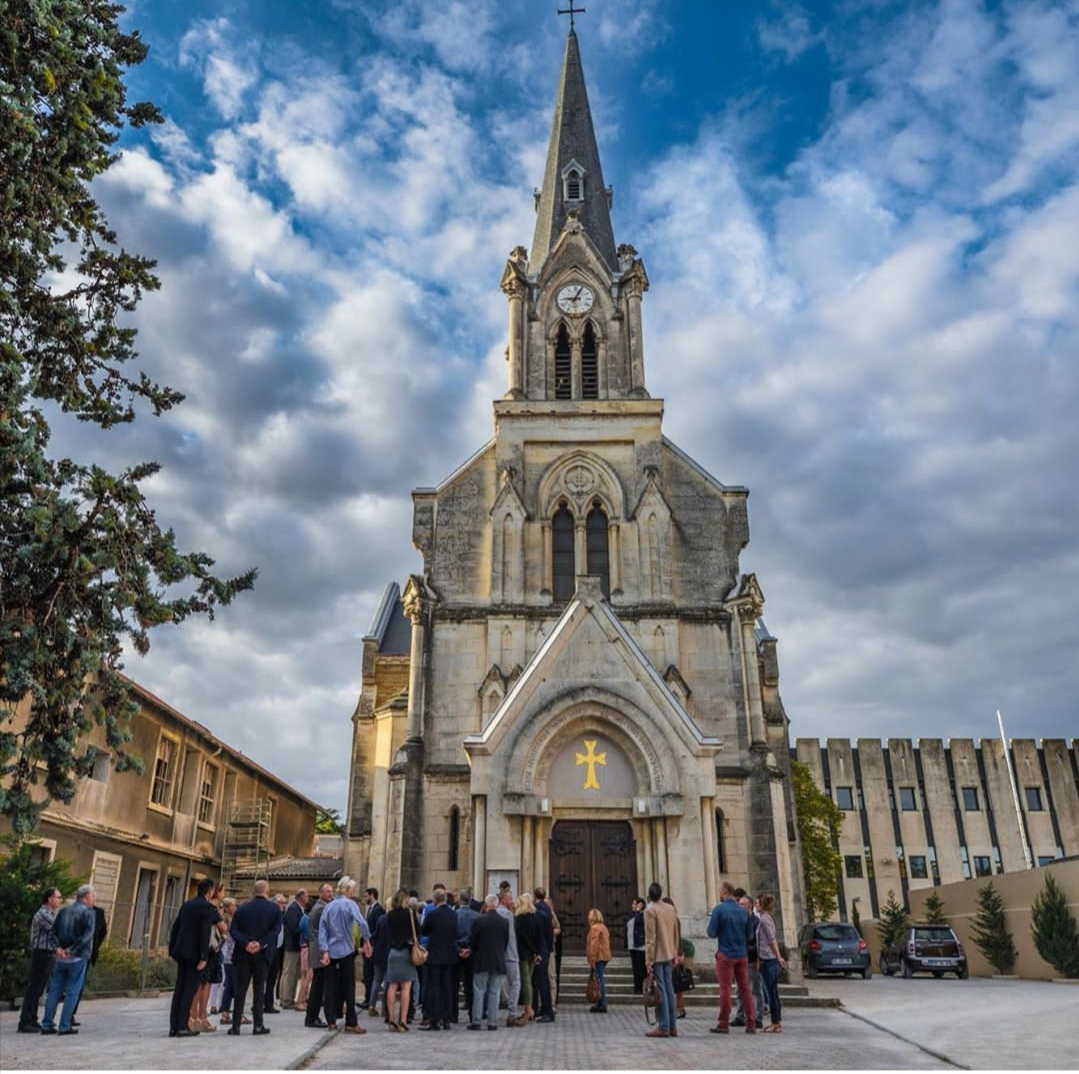
L'église Saint Sahag de Valence.

### Sud de la France
- Cathédrale des Saints-Traducteurs de Marseille (consacrée en 1931)
- Église Sourp Asdvadzadine de Marseille (consacrée en 1929)
- Église Saint-Grégoire de Marseille (consacrée en 1932)
- Église Saint-Garabed de Marseille (consacrée en 1928)
- Église Saint Kévork de Marseille (consacrée en 1929)
- Église Saint-Thaddée et Saint-Barthélémy de Marseille (consacrée en 1929)
- Église Saint-Jacques de Marseille (consacrée en 1926)
- Église Saint-Sahak et Saint-Mesrob de Marseille (consacrée en 1933)
- Chapelle Sourp Hovhannès de Saint-Raphaël (consacrée en 1977)
- Église Sainte-Marie de Nice (consacrée en 1928)

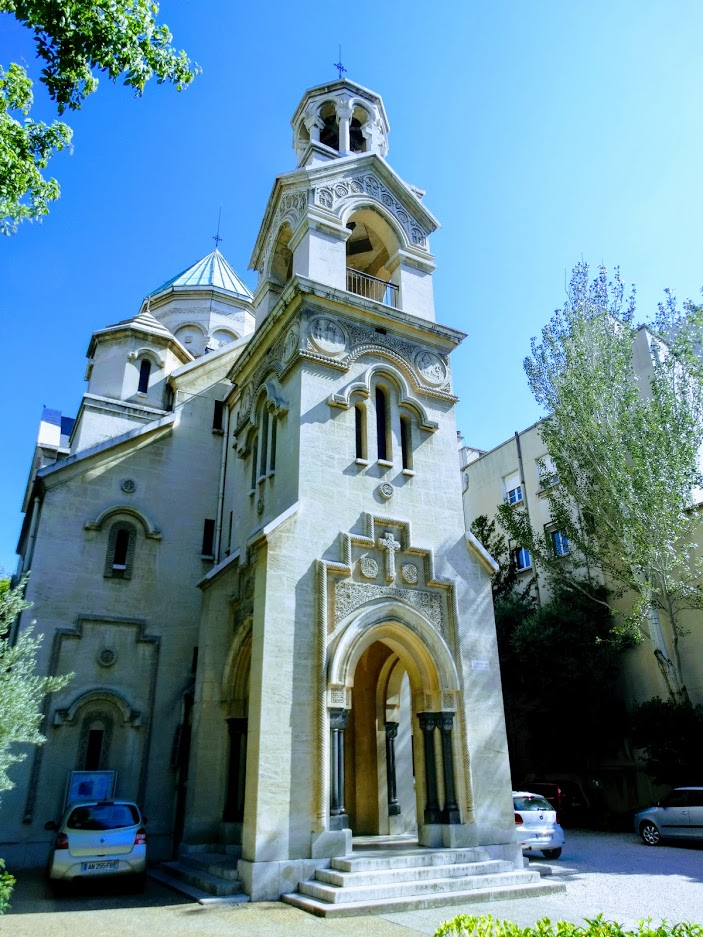
La Cathédrale des Saints-Traducteurs de Marseille.
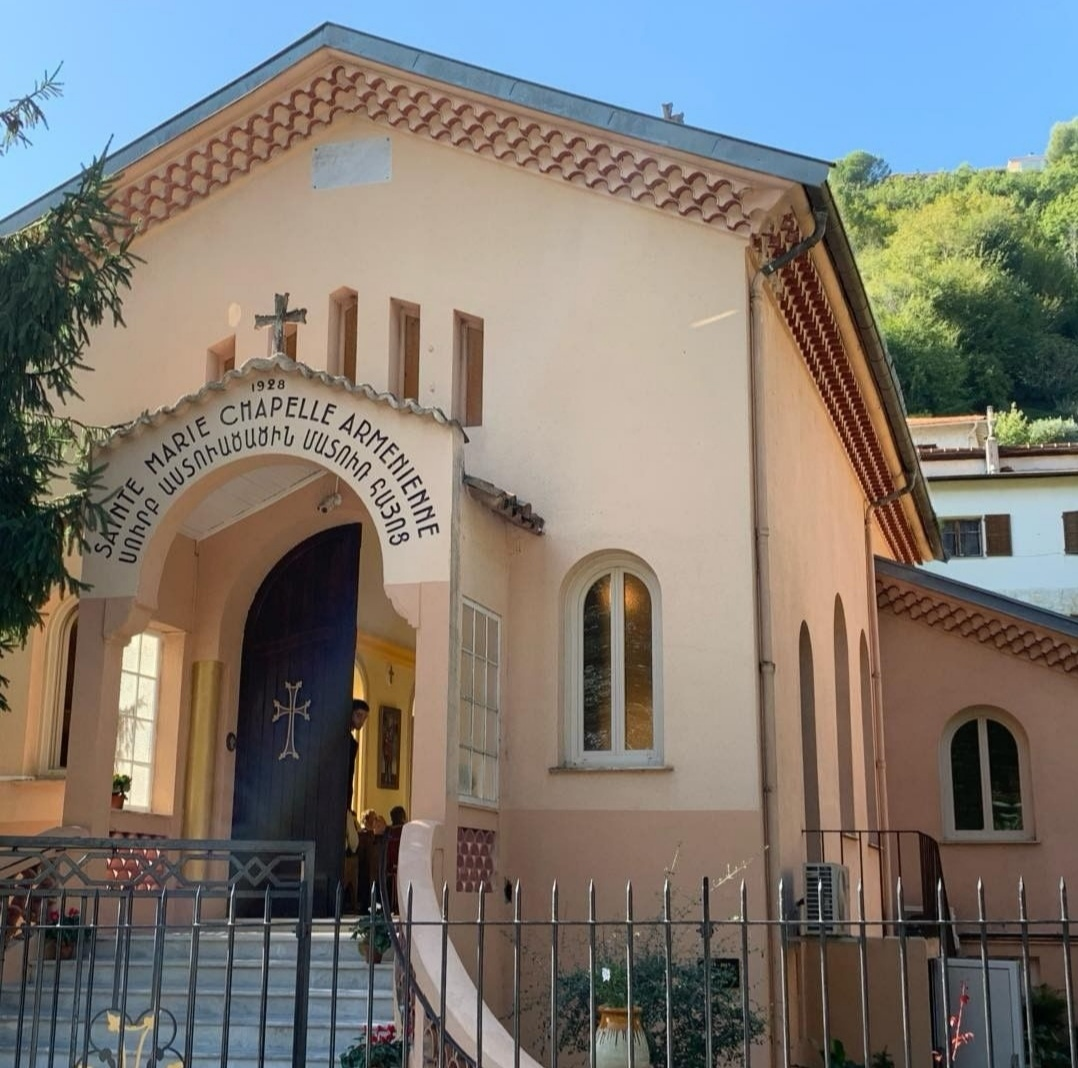
L'église arménienne Sainte-Marie de Nice.

## Liste des évêques

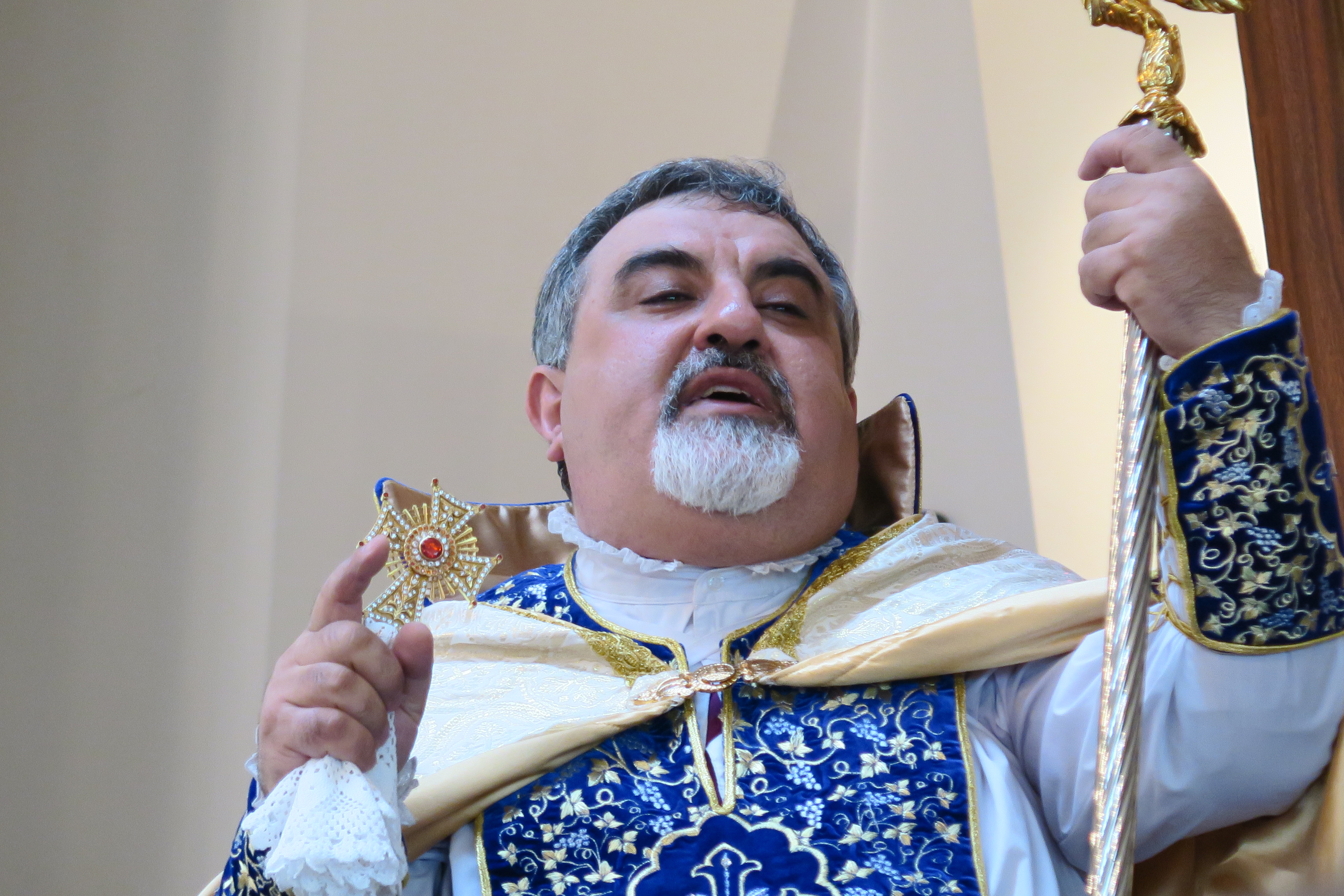
Vahan Hovhanessian.

- 26 octobre 2006 – 22 juin 2007 : Kude Nacachian (locum tenens)
- 22 juin 2007 – 31 octobre 2013 : Norvan Zakarian
- 1er novembre 2013 – 31 octobre 2014 : Mesrob Barsamyan (locum tenens)
- 1er novembre 2014 – 12 février 2022 : Vahan Hovhanessian
- 12 février 2022 - : Krikor Khachatryan